# Церква Священномученика Йосафата (Дев'ятники)
Церква Священномученика Йосафата в Дев'ятниках (у [1832—1910] — церква Святого Юрія) — парафія і храм греко-католицької громади Української греко-католицької церкви в селі Дев'ятниках Ходорівської громади Стрийського району Львівської области України.

## Відомості
У 1904 році завершено будівництво мурованої церкви на місці давньої дерев'яної, збудованої в 1657 році.
У [1832—1910] роках церква під патронатом Святого Юрія; від 1911 — Священномученика Йосафата.
1909 року храм розписав художник Модест Сосенко.
Під час Першої світової війни храм і проборство зазнали пошкоджень.
Парафія і храм належали до Стрілицького ([1832—1842], [1907—1944]) та Бобрецького ([1843—1906]) деканатів. Кількість парафіян: 1832 — 538, 1844 — 676, 1854 — 673, 1864 — 679, 1874 — 696, 1884 — 697, 1894 — 628, 1904 — 918, 1914 — 1.082, 1924 — 1.026, 1936 — 1.082.

## Парохи
- о. Феодосій Прокопович ([1832]—1832)
- о. Василь Коритовський (1832—1836, адміністратор)
- о. Матей Филиповський (1836—1883+)
- о. Володимир Глинський (1883—1884, адміністратор)
- о. Лев Лонцький (1884—1895+)
- о. Іван Райтаровський (1895)
- о. Олександр Ротко (1895—1897, адміністратор)
- о. Яким Федюк (1882—1883)
- о. Стефан Донарович (1897—1899)
- о. Володимир Була (1899—1900, адміністратор)
- о. Микола Стисловський (1900—1932+)
- о. Костянтин Стисловський (1932—1933, адміністратор)
- о. Стефан Королюк (1933—[1944])
- о. Андрій Барабаш — нині[2].